# Lunden

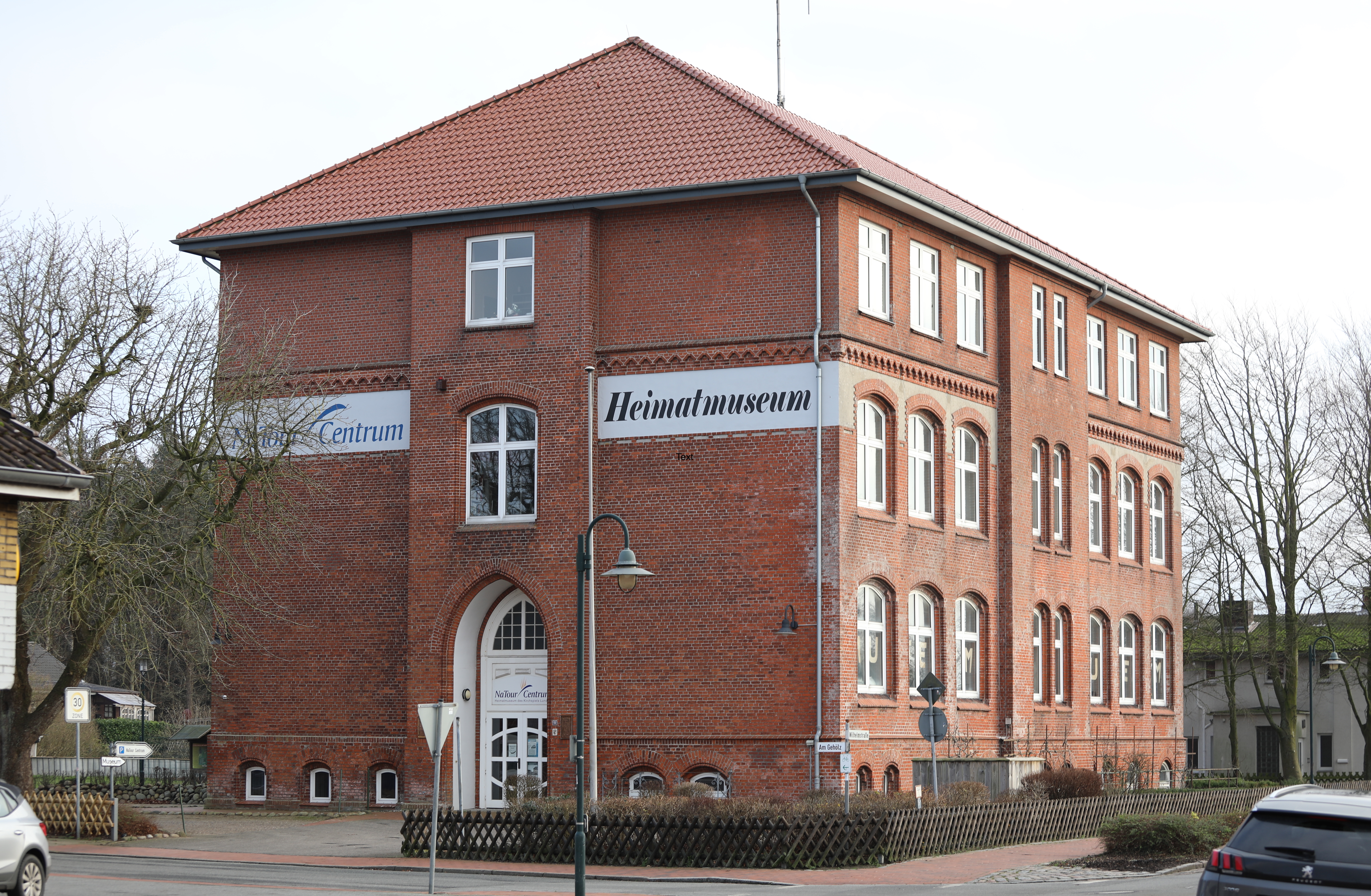
NaTour-Centrum in Lunden

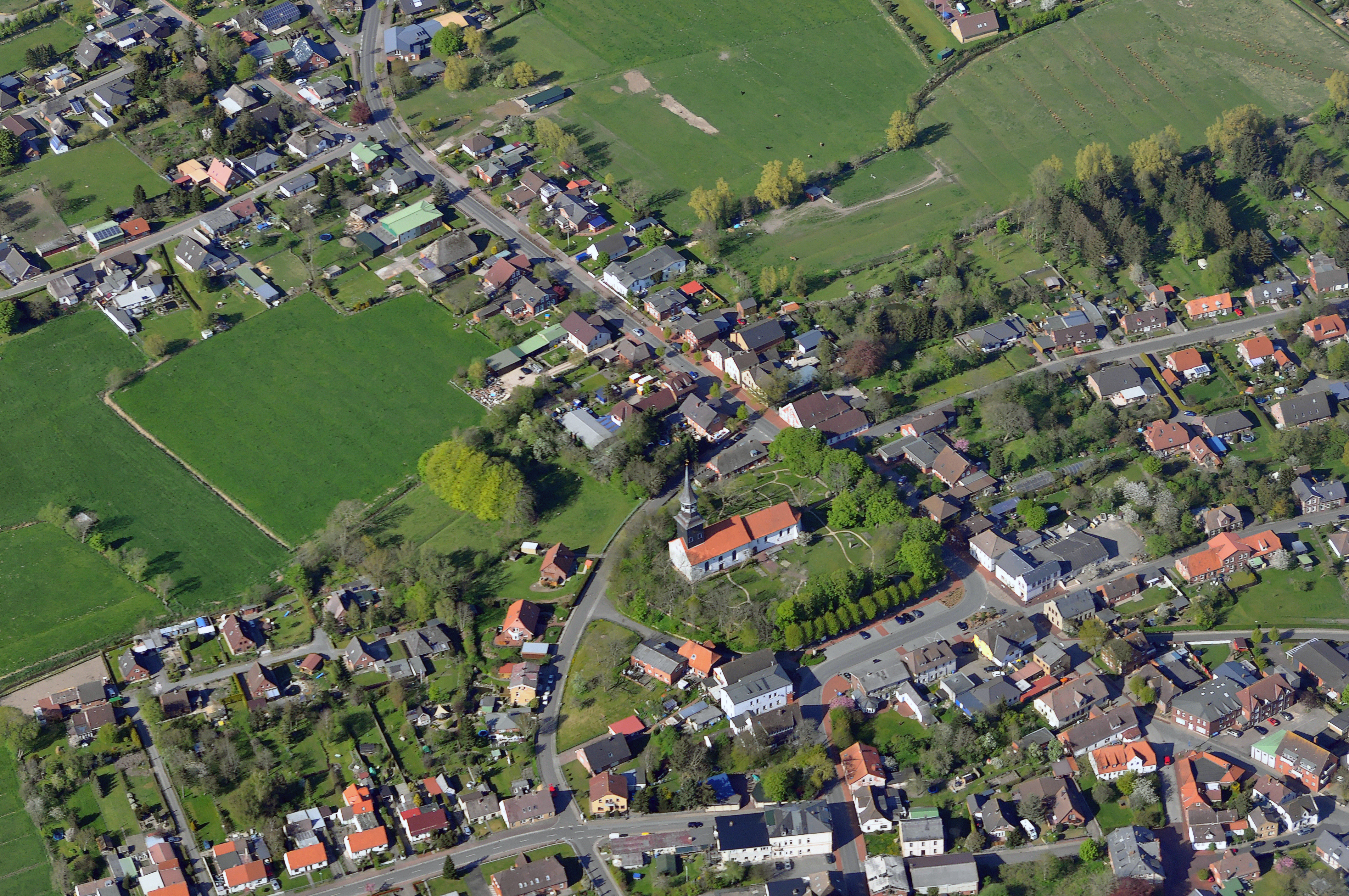
Luftbild (Mai 2012)

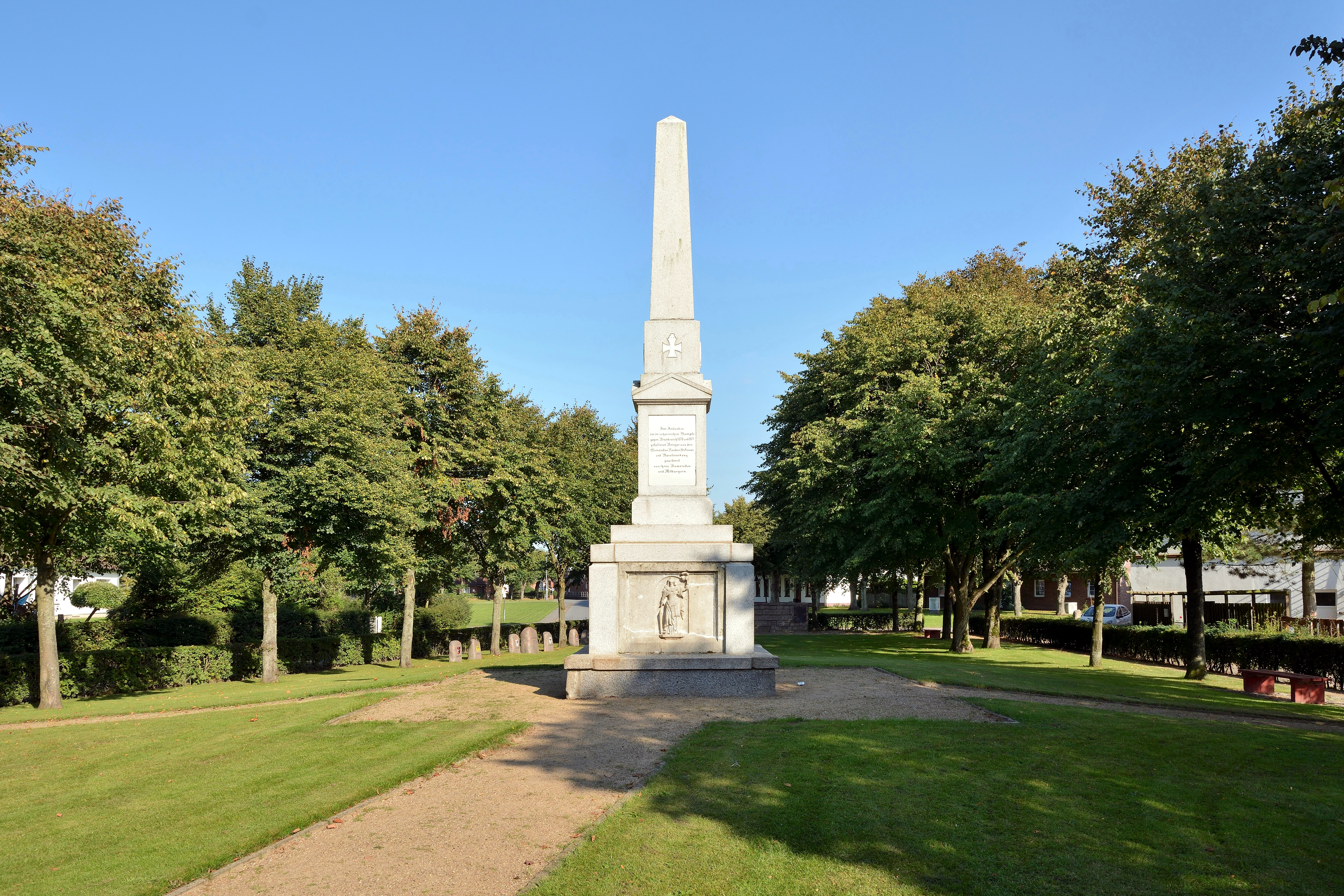
Denkmalsplatz

Lunden (plattdeutsch: Lunnen) ist eine Gemeinde im Norden des Kreises Dithmarschen in Schleswig-Holstein. Seit 1975 ist sie ein staatlich anerkannter Erholungsort.

## Geographie

### Geographische Lage
Das Gemeindegebiet von Lunden erstreckt sich im Norden des Naturraums Heide-Itzehoer Geest am Übergang in die Dithmarscher Marsch unweit der Eider.

### Gemeindegliederung
Siedlungsstatistisch gliedert sich die Gemeinde in die Wohnplätze Lunden-Außenbereich, Lunden-West und Lunden-Zentrum.

### Nachbargemeinden
Nachbargemeinden sind im Uhrzeigersinn im Norden beginnend die Gemeinden Lehe, Sankt Annen, Krempel und Groven (alle im Kreis Dithmarschen).

### Geologie
Das Gemeindegebiet ist vom Nebeneinander von Marsch und Moor geprägt. Der Westteil des Gemeindegebiets beim Ortsteil Wollersum an der Eider zählt zur hier vergleichsweise früh eingedeichten Dithmarscher Marsch vom 1615 eingedeichten Lundener Neuenkoog. Entsprechend dem Zeitpunkt der Eindeichung dieses Bereichs einer Flussmarsch wird der Boden heute üblicherweise als Kleimarsch klassifiziert. Östlich davon schließt sich der Bereich eines geologischen Donns an, welcher bis heute den Siedlungskern (Dorf) aufnimmt. Östlich davon folgt schließlich beim Lundener Moor ein Bereich, welcher bereits spätestens im mittleren Pleistozän, dem Saale-Komplex, geformt wurde.

## Geschichte

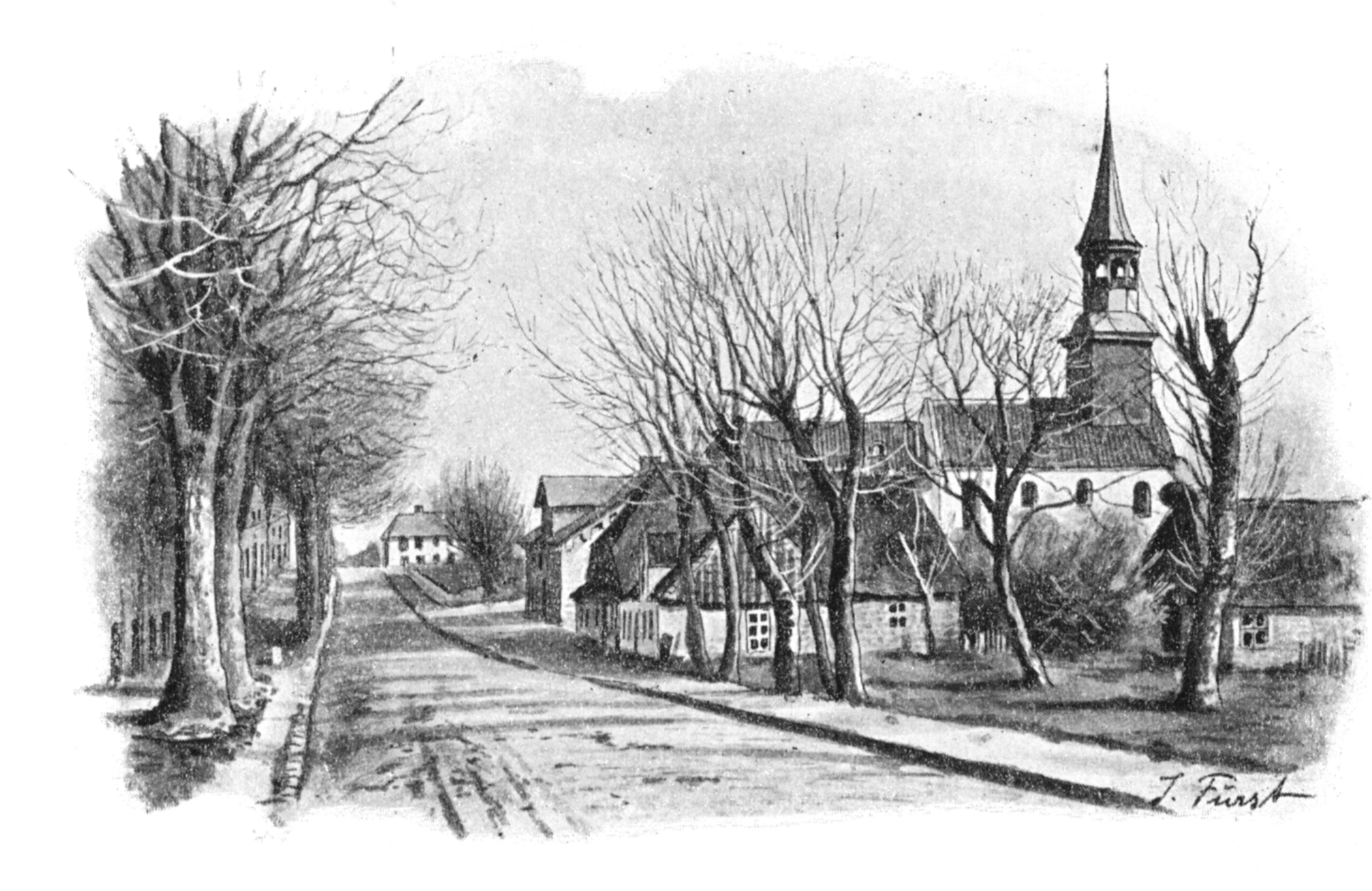
Lunden um 1895

Die erste urkundliche Erwähnung Lundens datiert bereits aus dem Jahre 1140 durch den Erzbischof von Bremen. Der Ortsname stammt wahrscheinlich aus dem dänischen „Lunn“ (inselartige Erhebung) oder „Lund“ (Wäldchen). Die St.-Laurentius-Kirche wurde wohl schon um das Jahr 1100 errichtet.
Von 1450 bis 1453 sowie 1484 wütete in Lunden die Pest. Von 1323 bis 1599 kamen einige der Regenten und vorherrschenden Großbauern aus Lunden.
Von 1516 bis 1532 bestand das Franziskanerkloster Lunden des Franziskanerordens. Es gehörte zunächst zur dänischen Ordensprovinz Dacia und kam 1520 zur Sächsischen Franziskanerprovinz Saxonia, bis es schließlich im Zuge der Reformation aufgehoben wurde. Die Klostergebäude wurden 1539 abgerissen.
Am 27. Februar 1529 wurde Lunden durch die Dithmarscher Landesversammlung das Stadtrecht verliehen. Im Jahre 1559, nachdem die Bauernrepublik Dithmarschen in der Letzten Fehde ihr Ende fand, ging dieses Recht wieder verloren.
Von 1806 bis 1816 diente der bekannte lutherische Theologe Claus Harms als Pfarrer am Orte.
Im Jahr 1885 hatte Lunden 1.586 Einwohner.
Am 1. April 1934 wurde die Kirchspielslandgemeinde Lunden aufgelöst. Alle ihre Dorfschaften, Dorfgemeinden und Bauerschaften wurden zu selbständigen Gemeinden/Landgemeinden, so auch ihr Hauptort Lunden.

## Politik

### Gemeindevertretung
Bei der Kommunalwahl am 14. Mai 2023 wurden insgesamt 13 Sitze vergeben. Von diesen erhielt die Wählergemeinschaft Lunden fünf Sitze, die SPD und die CDU jeweils vier Sitze.

### Wappen
Blasonierung: „Gespalten. Vorn in Gold ein rotbewehrter, schwarzer halber Adler am Spalt, hinten in Silber ein mit dem Griff nach oben gestellter roter Rost.“

## Kultur und Sehenswürdigkeiten
Siehe auch: Liste der Kulturdenkmale in Lunden

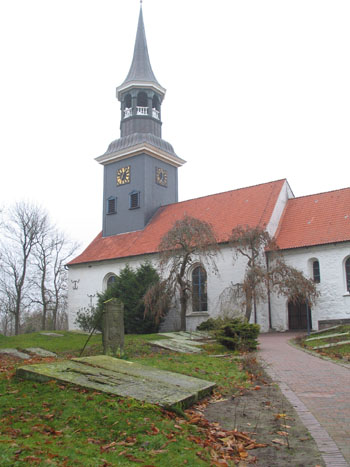
St. Laurentiuskirche in Lunden. Im Vordergrund: Gräber des Geschlechterfriedhofs

Von besonderer Bekanntheit für Lunden ist der hier befindliche sogenannte Geschlechterfriedhof bei der alten städtischen St.-Laurentius-Kirche. Letztgenannte wurde im 12. Jahrhundert erbaut und im Jahr 1471 erweitert. Einige Gräber des Geschlechterfriedhofs wie der Sulemannen-Keller und der Nannen-Keller können besichtigt werden. Hier wurde auch einer der bedeutendsten Politiker der Bauernrepublik Dithmarschen beigesetzt, der Achtundvierziger Peter Swyn (1480/1481–1537). Neben dem Grabstein ist eine Stele erhalten, auf welcher dessen Ermordung abgebildet ist.
Der germanistische Mediävist Karl Müllenhoff, seit 1846 Professor für Germanistik in Kiel, war Sammler der Sagen, Märchen und Lieder der Herzogthümer Schleswig-Holstein und Lauenburg. Einer seiner gesammelten Sagen entstammt die Gestalt des Klaus Nanne aus Lunden.
Das Gebäude der ehemaligen Volksschule und späteren Kindergartens beheimatet heute das Heimatmuseum, welches inzwischen zum sogenannten NaTour-Centrum erweitert wurde. Dort werden seit 2001 Ausstellungen über die örtliche Landschaft und über die engen Verknüpfungen zwischen Natur und den in diesem Raum lebenden Menschen gezeigt.
Vom Ortskern sind es zwei Kilometer bis zur Eider bei der Badestelle Wollersum.

## Verkehr
Durch das Gemeindegebiet verläuft die schleswig-holsteinische Landesstraße 156. Daneben verfügt Lunden über einen Haltepunkt an der Marschbahn, der im Stundentakt von der Regionalexpress-Linie 6 im Schienenpersonennahverkehr vom Nahverkehrsverbund Schleswig-Holstein angefahren wird. Der Busverkehr beschränkt sich weitestgehend auf den Schulbusverkehr zur im Ort ansässigen Grundschule.

## Persönlichkeiten

### Söhne und Töchter der Gemeinde
- Johann Russe (1506–1555), deutscher Chronist
- Nikolaus Vogt (1490–1564 oder 1565), deutscher Jurist und Kanzler der Grafschaft Oldenburg
- Joachim Rachel (1618–1669), deutscher Satiriker, Rektor der Domschule Schleswig
- Samuel Rachel (1628–1691), deutscher Rechtswissenschaftler, Bibliothekar und Diplomat
- Anton Nikolaus Martens (1800–1848), Propst in Dithmarschen
- Gustavus Detlef Hinrichs (1836–1923), deutsch-amerikanischer Chemiker und Meteorologe
- Johannes Kinder (1843–1914), deutscher Jurist, Heimatforscher und Politiker
- Theodor Hansen (1867–1938), Chirurg und Museumskurator
- August Nissen (1874–1955), Architekt
- Wilhelm Heinrich Detlev Körner (1878–1938), Kunstmaler und Erfinder des amerikanischen Superhelden-Comics
- Karl Heinz Schröder (1914–2006), deutscher Geograph und Hochschullehrer
- Dieter Claußen (1936–2012), Politiker (CDU)
- Karl-Heinz Groth (1940–2025), Autor und Pädagoge
- Hans Hartz (1943–2002), deutscher Sänger und Liedermacher

### Mit Lunden verbunden
- Caspar Ulenberg (1548–1617), katholischer Theologe, Bibelübersetzer, Dichter und Komponist, war 1570/1571 Lehrer in Lunden
- Friedrich Jansen (1883–1945), Weinhändler und Mordopfer
- Uwe Dag Berlin (* 1958), Schauspieler, lebt in Lunden[13]